# Kvarteret Pomona

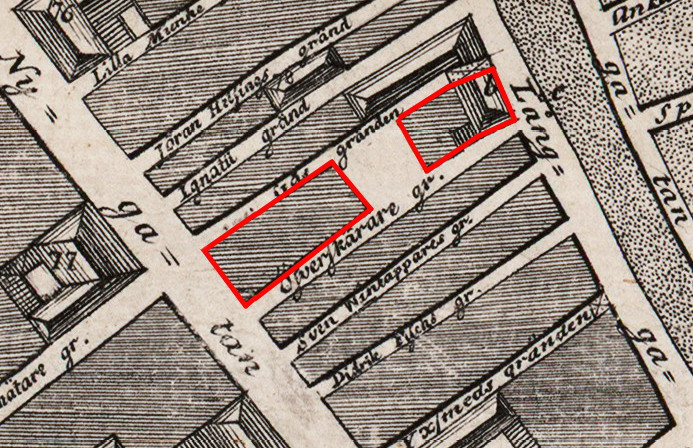
Kvarteren på Jonas Brolins karta 1771.

Kvarteret Pomona större och Pomona mindre är två kvarter i Gamla stan, Stockholm. Kvarteren omges av Gåsgränd i norr, Överskärargränd i söder, Stora Nygatan i väster och Västerlånggatan i öster. Mellan dem ligger Gåstorget.

## Namnet
Nästan samtliga kvartersnamn i Gamla stan tillkom under 1600-talets senare del och är uppkallade efter begrepp (främst gudar) ur den grekiska och romerska mytologin. Pomona var fruktträdens gudinna i romersk mytologi. Namnet härleds av latin pomum, äpple.

## Kvarteret
| Pomona mindre och Pomona större, 1902 |  | Pomona mindre och Pomona större, 1902 |
| Pomona mindre och Pomona större, 1902 |  |                                       |

Kvarteret Pomona var fram till 1796 ett långsmalt, hophängande kvarter. Efter ett förslag av stadsarkitekt Johan Eberhard Carlberg (1683–1773), började man skapa utrymmen på Stadsholmen där brandförsvaret kunde vända med häst och vagn utan att behöva spänna av. Åtgärden skulle underlätta brandsläckning och därmed förbättra brandsäkerheten i staden. 
År 1796 skapades ett sådant utrymme på nuvarande Gåstorget genom att riva den mellersta fastigheten och lämna en större västra och en mindre östra del. Den västra delen fick behålla sitt ursprungliga kvartersnamn, medan den östra fick heta Pomona mindre. På Jonas Brolins karta från 1771 är torget redan inritat. Liknande vändplatser anordnades även på närbelägna Sven Vintappares torg samt på Tyska brunnsplan och på Brända tomten.
Gåstorget användes förr som mindre marknadsplats. På ett fotografi taget av Larssons Ateljé 1902 syns även att torget nyttjades som uppställningsplats för kärror.

## Intressanta fastigheter

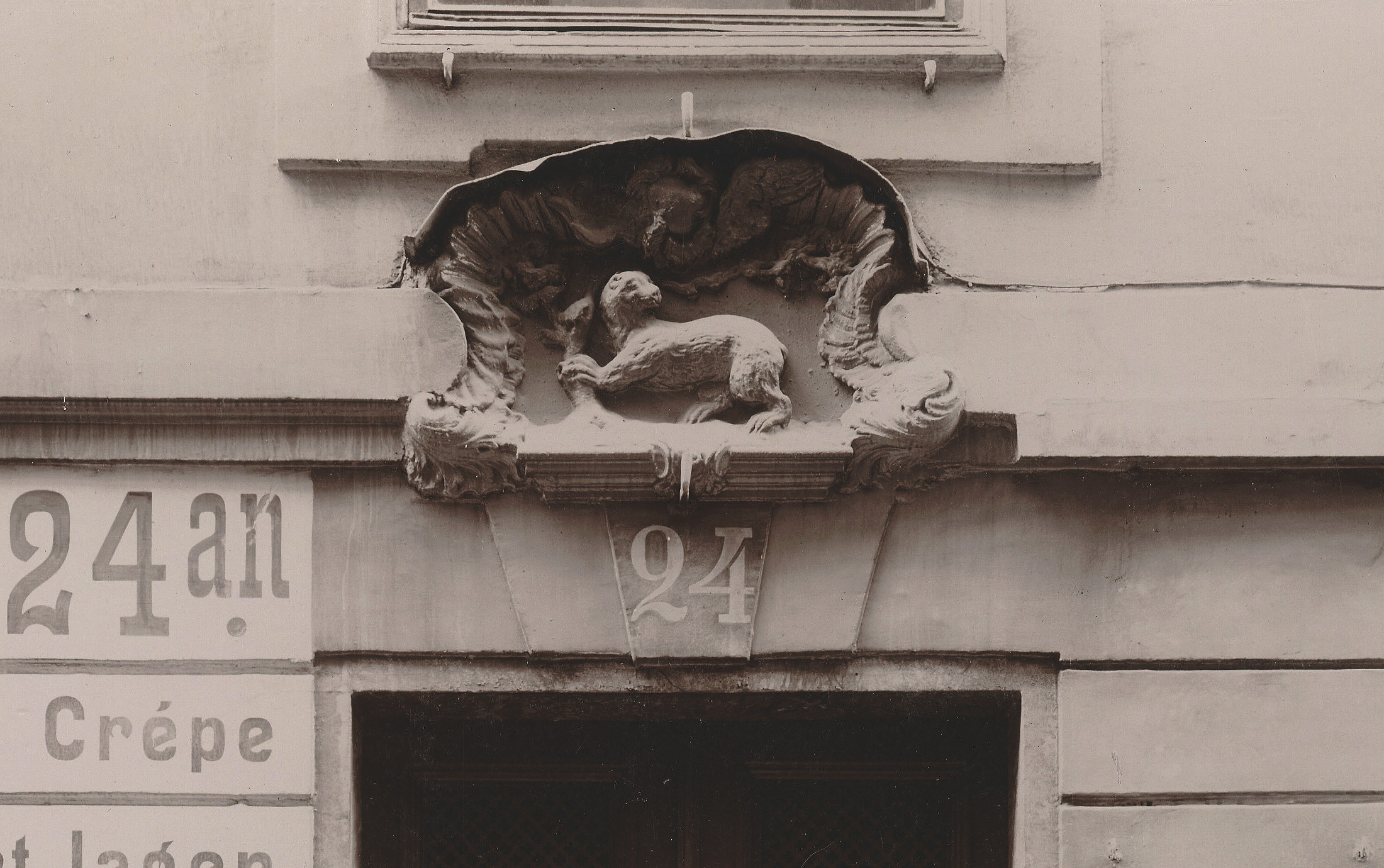
"Herr Måns", Västerlånggatan 24A, 1903.

- Mot Stora Nygatan ligger fastigheten Pomona större 1. Här låg Wirströms, ett av Stockholms klassiska konditorier som öppnade år 1800 och stängde 1998. Verksamheten låg i fastighetens bottenvåning samt i husets medeltida källarvalv som uppskattas ha funnits redan på 1400-talet. På de gamla källarvalven uppfördes nuvarande byggnad 1779–1780 för klensmeden Scheffman.[1] Vid stängningen var det Stockholms näst äldsta konditori (efter Sundbergs konditori).[2] Idag finns en pub med samma namn i huset.

- Mot Västerlånggatan är fastigheten Pomona mindre 2 sammanbyggd med grannfastigheten Ganymedes 3 och bildar en enhetlig fasad med adress Västerlånggatan 24A respektive 24. Gåsgränden nås via ett valv. År 1744 lät skinnaren Nicolaus Björck, som bodde på adressen, sätta upp två yrkesskyltar. De båda kattliknande djuren, huggna i sten föreställde troligtvis mårdar och är en gammal skinnhandlaremblem. De gav upphov till Sägnen om herr Måns.